# Наші танцюючі дочки
Наші танцюючі дочки (англ. Our Dancing Daughters) — американська драма режисера Гаррі Бомонта 1928 року.

## Сюжет
Дві подруги, Діана і Аніта, знайомляться на вечірці з мільйонером Беном Блейном. Діана сповнена ідеалізованих поглядів на життя, ставиться до свого нового знайомства як до природного ходу речей. Аніта, навпаки, холоднокровна і розважлива — їй потрібен багатий чоловік, і вона використовує весь необхідний арсенал облуди для того, щоб пошлюбити Блейна.
Але незабаром чари спадають з очей Блейна, і він розуміє, що замість люблячої його жінки вибрав брехливу імітацію.

## У ролях
- Джоан Кроуфорд — Діана Медфорд
- Джонні Мак Браун — Бен Блейн
- Нільс Астер — Норман
- Дороті Себастіан — Беатріс
- Аніта Пейдж — Аніта
- Кетлін Вільямс — мати Аніти
- Едвард Наджент — Фредді
- Дороті Каммінг — мати Діани
- Хантлі Гордон — батько Діани
- Евелін Холл — мати Фредді
- Сем Де Грасс — батько Фредді